# Noyers, Yonne
Noyers-sur-Serein là một xã của Pháp,tọa lạc ở tỉnh Yonne trong vùng Bourgogne.
Người dân ở đây trong tiếng Pháp gọi là Nucériens. 

## Hành chính

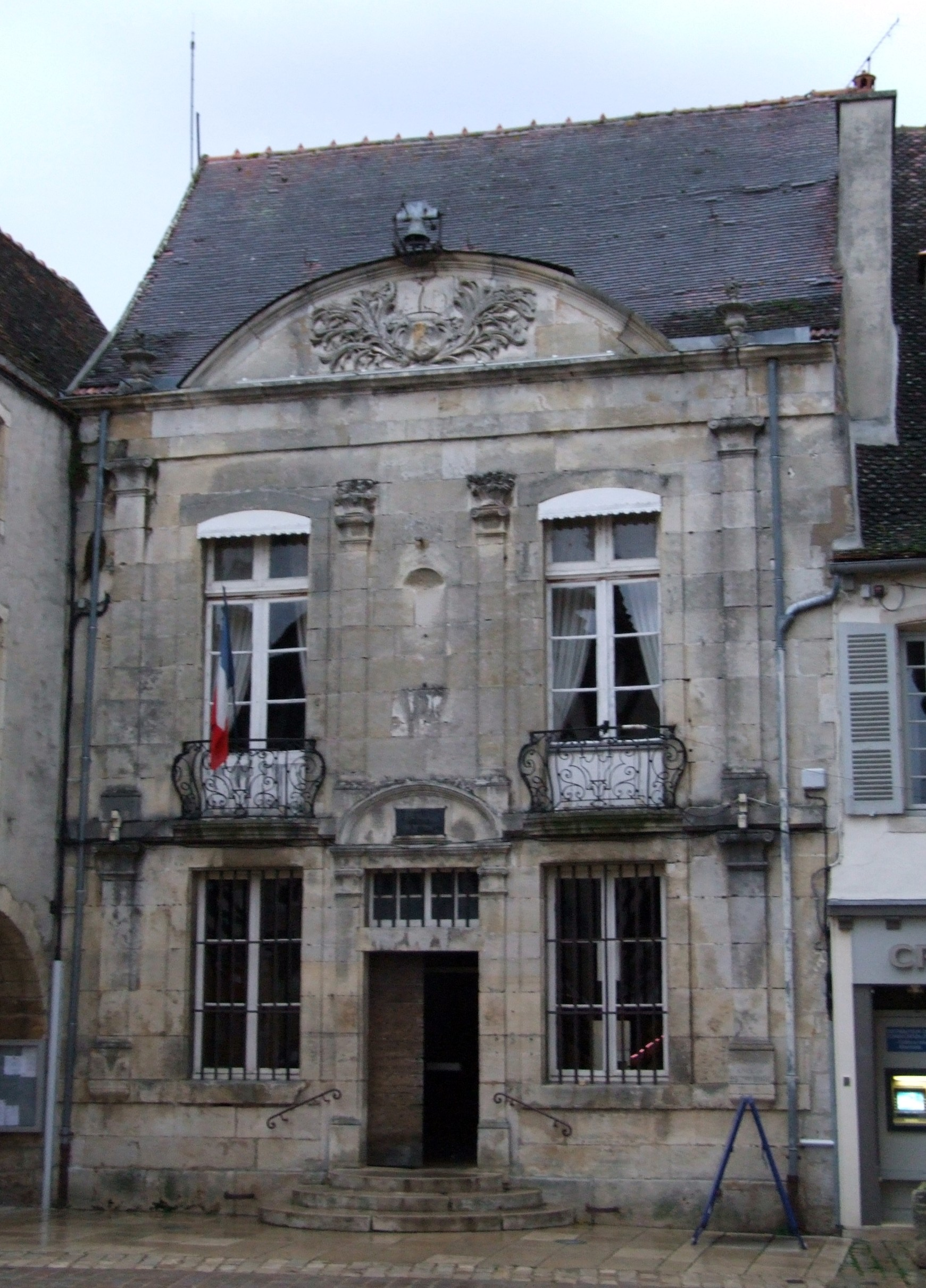
Tòa thị chính

### Liste des maires de Noyers-sur-Serein
| liste des maires         |           |                    |             |         |
| Giai đoạn                | Giai đoạn | Tên                | Đảng        | Tư cách |
| 2008                     | 2014      | Marc Domingo       | {{{Parti}}} | -       |
| 1989                     | 2008      | Francis Chouville  | {{{Parti}}} | -       |
| 1983                     | 1989      | Michel Pellerin    | {{{Parti}}} | -       |
| 1981                     | 1983      | Annie Laine        | {{{Parti}}} | -       |
| 1981                     | 1981      | Camille Direz      | {{{Parti}}} | -       |
| 1971                     | 1981      | Albert Ducourthial | {{{Parti}}} | -       |
| 1965                     | 1971      | André Linard       | {{{Parti}}} | -       |
| 1953                     | 1965      | Fernand Rousselot  | {{{Parti}}} | -       |
| 1944                     | 1953      | Henri Bonnetat     | {{{Parti}}} | -       |
| Bản mẫu:Boîte déroulante |           |                    |             |         |

## Thông tin nhân khẩu
| 1793 | 1800 | 1806 | 1821 | 1831 | 1836 | 1841 | 1846 | 1851 |
| ---- | ---- | ---- | ---- | ---- | ---- | ---- | ---- | ---- |
| 1824 | 1933 | 1951 | 1877 | 1875 | 1740 | 1764 | 1768 | 1759 |

| 1856 | 1861 | 1866 | 1872 | 1876 | 1881 | 1886 | 1891 | 1896 |
| ---- | ---- | ---- | ---- | ---- | ---- | ---- | ---- | ---- |
| 1645 | 1607 | 1638 | 1493 | 1527 | 1505 | 1533 | 1434 | 1348 |

| 1901 | 1906 | 1911 | 1921 | 1926 | 1931 | 1936 | 1946 | 1954 |
| ---- | ---- | ---- | ---- | ---- | ---- | ---- | ---- | ---- |
| 1294 | 1304 | 1355 | 1044 | 1022 | 1002 | 869  | 901  | 876  |

| 1962                                         | 1968 | 1975 | 1982 | 1990 | 1999 | 2006 | - | - |
| -------------------------------------------- | ---- | ---- | ---- | ---- | ---- | ---- | - | - |
| 889                                          | 881  | 840  | 837  | 757  | 789  | 741  | - | - |
| Số liệu kể từ 1962 : dân số không tính trùng |      |      |      |      |      |      |   |   |

## Nhân vật nội tiếng sinh ra tại xã này
- Miles X de Noyers (1271-1350), Maréchal de France
- Louis Veuillot (1813-1883), ký giả.
- Henri Cartier-Bresson (1908-2004).